# Ronde van Lombardije 1986
De Ronde van Lombardije 1986 was de 80e editie van deze eendaagse Italiaanse wielerwedstrijd die werd verreden op zaterdag 18 oktober 1986. Het parcours leidde van Como naar Milaan en ging over een afstand van 262 kilometer. 
De Italiaan Gianbattista Baronchelli won na een solo van twee kilometer.

## Uitslag
| Ronde van Lombardije 1986 |                          |                                 |          |
| Plaats                    | Naam                     | Ploeg                           | Tijd     |
| Winnaar                   | Gianbattista Baronchelli | Del Tongo-Colnago               | 6u52'10" |
| 2                         | Sean Kelly               | Kas                             | + 0'15"  |
| 3                         | Phil Anderson            | Panasonic                       | z.t.     |
| 4                         | Leo Schönberger          | Dromedario-Laminox-Fibok        | z.t.     |
| 5                         | Acácio da Silva          | Kas                             | z.t.     |
| 6                         | Flavio Giupponi          | Del Tongo-Colnago               | z.t.     |
| 7                         | Jörg Müller              | Kas                             | + 7'03"  |
| 8                         | Alfred Achermann         | Kas                             | + 7'34"  |
| 9                         | Luciano Rabottini        | Vini Ricordi–Pinarello–Sidermec | z.t.     |
| 10                        | Niki Rüttimann           | La Vie Claire                   | z.t.     |
|                           |                          |                                 |          |
| 11                        | Claude Criquielion       | Hitachi - Marc                  | z.t.     |
| 28                        | Gert-Jan Theunisse       | Panasonic                       | + 16'28" |

1905 · 1906 · 1907 · 1908 · 1909 · 1910 · 1911 · 1912 · 1913 · 1914 · 1915 · 1916 · 1917 · 1918 · 1919 · 1920 · 1921 · 1922 · 1923 · 1924 · 1925 · 1926 · 1927 · 1928 · 1929 · 1930 · 1931 · 1932 · 1933 · 1934 · 1935 · 1936 · 1937 · 1938 · 1939 · 1940 · 1941 · 1942 · 1943 · 1944 · 1945 · 1946 · 1947 · 1948 · 1949 · 1950 · 1951 · 1952 · 1953 · 1954 · 1955 · 1956 · 1957 · 1958 · 1959 · 1960 · 1961 · 1962 · 1963 · 1964 · 1965 · 1966 · 1967 · 1968 · 1969 · 1970 · 1971 · 1972 · 1973 · 1974 · 1975 · 1976 · 1977 · 1978 · 1979 · 1980 · 1981 · 1982 · 1983 · 1984 · 1985 · 1986 · 1987 · 1988 · 1989 · 1990 · 1991 · 1992 · 1993 · 1994 · 1995 · 1996 · 1997 · 1998 · 1999 · 2000 · 2001 · 2002 · 2003 · 2004 · 2005 · 2006 · 2007 · 2008 · 2009 · 2010 · 2011 · 2012 · 2013 · 2014 · 2015 · 2016 · 2017 · 2018 · 2019 · 2020 · 2021 · 2022 · 2023 · 2024 · 2025